# Lajos Kiss
Lajos Kiss (Miskolc, 22 maggio 1934 – 31 agosto 2014) è stato un canoista ungherese.

## Palmarès

### Olimpiadi
- 1 medaglia:
  - 1 bronzo (Melbourne 1956 nel K-1 1000 m)

### Mondiali
- 1 medaglia:
  - 1 argento (Praga 1958 nel K-1 4x500 m)